# Raids ukrainiens contre la pédopornographie en 2004
 (juillet 2023).
Les raids ukrainiens contre la pornographie juvénile de 2004 ont eu lieu quelques mois avant la première révolution orange, lorsque la police ukrainienne a fait une descente dans un réseau de pornographie juvénile softcore opérant dans les villes de Kiev, Kharkiv et Simferopol. Le réseau fonctionnait depuis 2001 et utilisait une agence de mannequins comme façade,,,.
Le Département des enquêtes criminelles du ministère de l'Intérieur a mené les perquisitions. Le chef adjoint du département, Vitaly Yarema, a déclaré que les comptes bancaires de l'agence, contenant des centaines de milliers de dollars, avaient été gelés.
Les raids ont été menés après une enquête conjointe entre la police ukrainienne et Interpol. En 2005, le Département d'État des États-Unis a annoncé qu'il y avait une coopération accrue entre la police ukrainienne et d'autres organismes chargés de l'application des lois à l'échelle internationale.
L'enquête qui a suivi les raids a été achevée le 6 avril 2005.

## Sources et références
1. 1 2  « Police Shut Ukraine Model Agency in Porn Crackdown », Reuters,‎ 28 juillet 2004 (lire en ligne)
2. ↑  « 400 Bad Request », sur archive.wikiwix.com (consulté le 18 juillet 2023)
3. ↑  « A Ukrainian child porn ring exposed », sur archive.wikiwix.com (consulté le 18 juillet 2023)
4. ↑  « An insight into child porn - Wikileaks », sur archive.wikiwix.com (consulté le 18 juillet 2023)
5. ↑  « 2005 Country Report on Human Rights Practices in Ukraine » [archive du 7 avril 2006], United States Department of State, 2005 (consulté le 7 avril 2006)
6. ↑  « Criminal group involves 1,500 underage Ukrainian girls in porn business with parents' knowledge », Pravda.ru,‎ 6 avril 2005 (lire en ligne)